# Ilià Uliànov
Ilià Nikolàievitx Uliànov, en rus Илья Николаевич Ульянов (1831- Simbirsk, 1886), fou un intel·lectual i professor rus.

## Biografia
Nascut en una família de condició servil finalment alliberada, Uliànov es va llicenciar al departament de física i matemàtiques de la Universitat de Kazan i va fer carrera acadèmica, ascendint en la Taula de Rangs de la Rússia Imperial fins al 6è esglaó, que el calificava com noblesa vitalícia. Formador de mestres, inspector de les escoles públiques al districte de Simbirsk (1869) i, des de 1874 fins a la seva mort, director de la inspecció del districte, va facilitar l'establiment d'escoles nacionals per als txuvaixos, mordovians i tàtars. Fou un defensor de la igualtat de drets educatius, amb independència del sexe, la nacionalitat i l'estatus social.
Va ser pare d'Aleksandr Uliànov i Vladímir Ilitx Lenin. En honor seu, la ciutat de Simbirsk s'anomena Uliànovsk des de 1924.